# Analyta melanopalis
Analyta melanopalis là một loài bướm đêm trong họ Crambidae.